# Callinectes toxotes
Callinectes toxotes is een krabbensoort uit de familie van de Portunidae. De wetenschappelijke naam van de soort is voor het eerst geldig gepubliceerd in 1863 door Albert Ordway.
Deze grote soort werd ontdekt bij Cabo San Lucas (Mexico).